# Hongjiang
Hongjiang is een stad in de provincie Hunan van China. Hongjiang telt ongeveer 430.000 inwoners. Hongjiang is ook een arrondissement.